# Cynanchum auriculatum
Cynanchum auriculatum là một loài thực vật có hoa trong họ La bố ma. Loài này được Royle ex Wight mô tả khoa học đầu tiên năm 1834.